# بکی دوونی
بکی دوونی (به انگلیسی: Becky Downie) ژیمناست زادهٔ ۲۴ ژانویهٔ ۱۹۹۲ میلادی اهل کشور بریتانیا است.